# Trojka (NKVD)

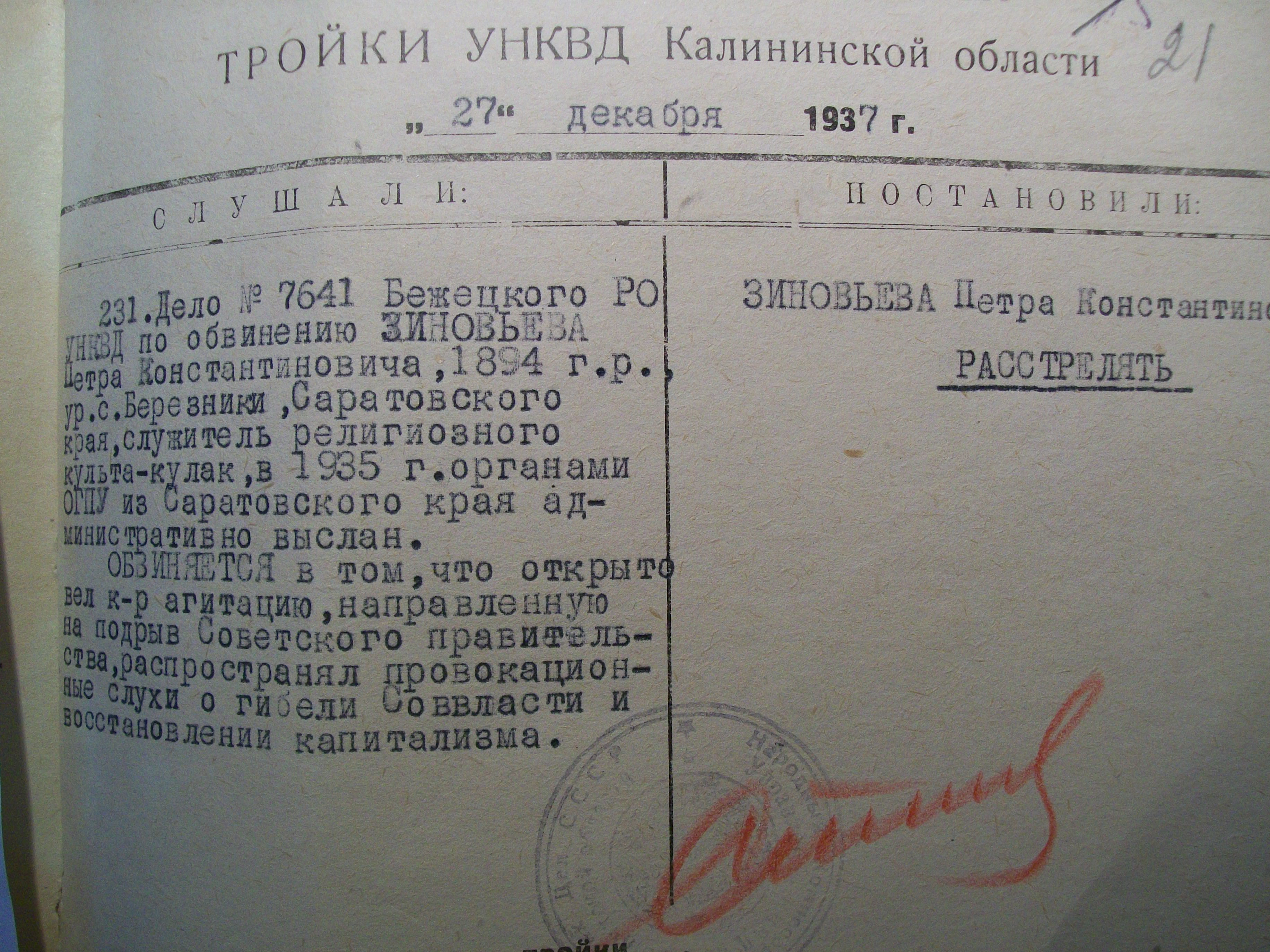
Rozsudek trestu smrti zastřelením nad knězem Petrem Zinovjevem

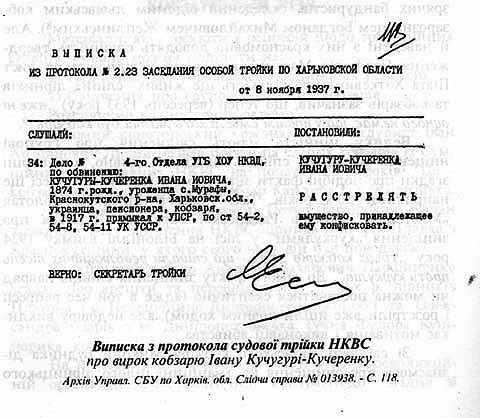
Rozsudek trestu smrti zastřelením nad ukrajinským básníkem Ivanem Kučuhurou

Trojka NKVD nebo také speciální trojka byla orgánem lidového komisariátu pro vnitřní záležitosti (NKVD) složeným ze tří funkcionářů, již udělovali tresty po zjednodušeném, rychlém vyšetřování a bez veřejného soudního řízení. Členové vykonávali zároveň funkci soudce i poroty. Sami rozsudek pouze vynášeli, dohled nad výkonem trestu byl ponechán jiným členům komisariátu. Trojek se využívalo jako mimosoudního orgánu zavedeného k doplnění sovětského právního systému o prostředky pro rychlou a tajnou popravu nebo uvěznění.

## Historie
Trojky vznikly již při Čece a užívalo jich také nástupnické NKVD. Během Velké čistky Trojky odsoudily k popravě několik stovek tisíc sovětských občanů. Obžalovaní během řízení neměli obvykle nárok na právní pomoc advokáta či obhájce ex offo, též se neuplatňovala presumpce neviny. Rozsudek často neobsahoval informace o skutečných usvědčujících důkazech a v podstatě se uváděly pouze informace o obžalobě a odsouzení. Samotný rozsudek těchto procesů byl často určen ještě před samotným zahájením procesu.